# Hypena nivicola
Hypena nivicola är en fjärilsart som beskrevs av Louis Beethoven Prout. Hypena nivicola ingår i släktet Hypena och familjen nattflyn. Inga underarter finns listade i Catalogue of Life.